# 2020년 노바스코샤주 총기 난사 사건
2020년 4월 18일부터 19일까지 캐나다 노바스코샤주의 곳곳에서 총기 난사, 방화 등의 범죄 사건이 발생하였다. 19일 엔필드에서 왕립 캐나다 기마경찰에 의해 총격으로 사망하기 전까지 총 22명을 살해하고 3명을 부상입혔다.

## 같이 보기
- 2011년 노르웨이 테러